# Tomopagurus rubropunctatus
Tomopagurus rubropunctatus är en kräftdjursart som beskrevs av Alphonse Milne-Edwards och Eugène Louis Bouvier 1893. Tomopagurus rubropunctatus ingår i släktet Tomopagurus och familjen eremitkräftor. Inga underarter finns listade i Catalogue of Life.